# Piotr Górski
Piotr Górski (14. srpna 1857 Uleniec – 2. února 1906 Vídeň) byl rakouský státní úředník a politik polské národnosti z Haliče, na přelomu 19. a 20. století poslanec Říšské rady.

## Biografie
Jeho bratr Antoni Górski byl profesorem, právníkem a politikem. Piotr získal roku 1881 titul doktora práv. Do roku 1886 pracoval na dolnorakouském místodržitelství, pak na haličském místodržitelství ve Lvově. Roku 1887 se stal okresním hejtmanem v Krakově.
V 90. letech 19. století se zapojil i do celostátní politiky. Ve volbách do Říšské rady roku 1897 získal mandát za velkostatkářskou kurii v Haliči. Za týž obvod mandát obhájil i ve volbách do Říšské rady roku 1901. Profesně byl k roku 1897 uváděn jako velkostatkář. Politicky patřil k pokrokovému křídlu polských konzervativců na Říšské radě.